# Список наград и номинаций мультфильма «История игрушек: Большой побег»
«Исто́рия игру́шек: Большо́й побе́г» (англ. Toy Story 3) — американский анимационный комедийно-драматический фильм 2010 года, созданный компанией Pixar Animation Studios и выпущенный Walt Disney Pictures. Является третьей частью франшизы «История игрушек» и продолжением мультфильма «История игрушек 2» (1999). Режиссёром мультфильма выступил Ли Анкрич по сценарию, который он написал в соавторстве с Джоном Лассетером и Эндрю Стэнтоном. В озвучивании мультфильма приняли участие Том Хэнкс, Тим Аллен, Джоан Кьюсак, Дон Риклс, Уоллес Шон, Джон Ратценбергер, Эстель Харрис, Нед Битти, Майкл Китон, Джоди Бенсон и Джон Моррис. По сюжету, Шериф Вуди (Хэнкс), Базз Лайтер (Аллен) и другие игрушки Энди случайно попадают в детский сад «Солнышко» во время подготовки Энди к отъезду в колледж.
Премьера мультфильма «История игрушек: Большой побег» состоялась 12 июня 2010 года на Кинофестивале в Таормине в Италии, а 18 июня 2010 года он вышел в прокат в США. Бюджет мультфильма составил 200 млн долларов США, при этом мультфильм собрал $ 1,067 млрд по всему миру, став самым кассовым фильмом 2010 года (в период с августа 2010 года по март 2014 года мультфильм считался самым кассовым мультфильмом всех времён). На сайте-агрегаторе рецензий Rotten Tomatoes мультфильм получил рейтинг одобрения 98 % на основе 313 отзывов со средней оценкой 8,9/10.
Мультфильм был удостоен множества наград и номинаций в различных категориях, особенно благодаря сценарию Майкла Арндта. Он получил пять номинаций на 83-й церемонии вручения премии «Оскар» и победил в категории «Лучший анимационный полнометражный фильм». На 64-й церемонии вручения премии Британской Академии в области кино он был номинирован в категориях «Лучший адаптированный сценарий» и «Лучшие визуальные эффекты», а также получил награду в категории «Лучший анимационный фильм». Мультфильм получил пять номинаций на 16-й церемонии вручения премии «Выбор критиков» и стал победителем в номинации «Лучший анимационный полнометражный фильм». В 2011 году композитор Рэнди Ньюман получил награду в категории «Лучший саундтрек для визуальных медиа» на 53-й церемонии вручения премии «Грэмми» . Различные критики также признали его лучшим анимационным художественным фильмом года, и кроме того, Американский институт киноискусства и Национальный совет кинокритиков включили данный мультфильм в десятку лучших фильмов 2010 года.

## Награды и номинации
| Награда                                                   | Дата церемонии вручения | Категория | Получатель(-и)                                              | Результат    | Прим.         |
| --------------------------------------------------------- | ----------------------- | --- | ----------------------------------------------------------- | ------------ | ------------- |
| Национальная премия в области кино                        | 26 мая 2010             | «Самый ожидаемый фильм лета» | «История игрушек: Большой побег»                            | Номинация    | [ 9 ] [ 10 ]  |
| «Золотой трейлер»                                         | 10 июня 2010            | «Блокбастер лета 2010» | «New Story» (CMP)                                           | Номинация    | [ 11 ]        |
| «Золотой трейлер»                                         | 29 июня 2011            | «Лучший анимационный / семейный телевизионный ролик»                                                                                    | «Biggest Ever/Clothes» (MOCEAN)                             | Номинация    | [ 12 ]        |
| Teen Choice Awards                                        | 8 августа 2010          | «Выбор анимационного фильма» | «История игрушек: Большой побег»                            | Победа       | [ 13 ] [ 14 ] |
| Премия Nickelodeon Kids’ Choice (Австралия)               | 8 октября 2010          | «Любимый фильм» | «История игрушек: Большой побег»                            | Номинация    | [ 15 ] [ 16 ] |
| Премия «Scream»                                           | 16 октября 2010         | «Лучший фильм в жанре фэнтези» | «История игрушек: Большой побег»                            | Номинация    | [ 17 ] [ 18 ] |
| Премия «Scream»                                           | 16 октября 2010         | «Лучшая игра в крик» | Майкл Арндт                                                 | Номинация    | [ 17 ] [ 19 ] |
| Премия «Scream»                                           | 16 октября 2010         | «Лучший актёр фэнтези» | Том Хэнкс                                                   | Номинация    | [ 17 ] [ 20 ] |
| Премия «Scream»                                           | 16 октября 2010         | «3-D Топ-3» | «История игрушек: Большой побег»                            | Номинация    | [ 17 ] [ 21 ] |
| Награды Голливудского почтового альянса                   | 11 ноября 2010          | «Выдающийся монтаж — художественный фильм»                                                                                              | Кен Шретцманн и Ли Анкрич                                   | Номинация    | [ 22 ] [ 23 ] |
| Награды Голливудского почтового альянса                   | 11 ноября 2010          | «Выдающийся звук в полнометражном фильме»                                                                                               | Том Майерс, Майкл Силверс и Майкл Семаник                   | Номинация    | [ 22 ] [ 23 ] |
| Детская премия Британской академии                        | 28 ноября 2010          | «Художественный фильм» | Дарла К. Андерсон, Ли Анкрич и Майкл Арндт                  | Номинация    | [ 24 ] [ 25 ] |
| Детская премия Британской академии                        | 28 ноября 2010          | «Детское голосование — фильм» | «История игрушек: Большой побег»                            | Номинация    | [ 26 ]        |
| Награды Национального совета кинокритиков США             | 2 декабря 2010          | «Лучший анимационный фильм» | «История игрушек: Большой побег»                            | Победа       | [ 27 ]        |
| Награды Национального совета кинокритиков США             | 2 декабря 2010          | «Десять лучших фильмов» | «История игрушек: Большой побег»                            | Победа       | [ 27 ]        |
| Награды Ассоциации кинокритиков Вашингтона                | 6 декабря 2010          | «Лучший адаптированный сценарий» | Майкл Арндт                                                 | Номинация    | [ 28 ]        |
| Награды Ассоциации кинокритиков Вашингтона                | 6 декабря 2010          | «Лучший фильм» | «История игрушек: Большой побег»                            | Номинация    | [ 28 ]        |
| Награды Ассоциации кинокритиков Вашингтона                | 6 декабря 2010          | «Лучший анимационный полнометражный фильм»                                                                                              | «История игрушек: Большой побег»                            | Победа       | [ 28 ]        |
| Премия Американского института киноискусства              | 12 декабря 2010         | «Топ-10 лучших фильмов года» | «История игрушек: Большой побег»                            | Победа       | [ 29 ]        |
| Награды Общества кинокритиков Бостона                     | 12 декабря 2010         | «Лучший фильм» | «История игрушек: Большой побег»                            | Второе место | [ 30 ]        |
| Награды Общества кинокритиков Бостона                     | 12 декабря 2010         | «Лучший анимационный фильм» | «История игрушек: Большой побег»                            | Победа       | [ 30 ]        |
| Награды Ассоциации кинокритиков Лос-Анджелеса             | 12 декабря 2010         | «Лучший анимационный полнометражный фильм»                                                                                              | «История игрушек: Большой побег»                            | Победа       | [ 31 ]        |
| Онлайн-премия кинокритиков Нью-Йорка                      | 12 декабря 2010         | «Лучший анимационный полнометражный фильм»                                                                                              | «История игрушек: Большой побег»                            | Победа       | [ 32 ]        |
| Награды кинокритиков Сан-Франциско                        | 13 декабря 2010         | «Лучший анимационный полнометражный фильм»                                                                                              | «История игрушек: Большой побег»                            | Победа       | [ 33 ]        |
| Награды Общества кинокритиков Сан-Диего                   | 14 декабря 2010         | «Лучший анимационный фильм» | «История игрушек: Большой побег»                            | Победа       | [ 34 ] [ 35 ] |
| Награды Общества кинокритиков Сан-Диего                   | 14 декабря 2010         | «Лучший оригинальный сценарий» | Майкл Арндт                                                 | Номинация    | [ 34 ] [ 35 ] |
| Награды Ассоциации кинокритиков Торонто                   | 14 декабря 2010         | «Лучший анимационный фильм» | «История игрушек: Большой побег»                            | Второе место | [ 33 ]        |
| Награды Ассоциации кинокритиков Далласа и Форт-Уэрта      | 17 декабря 2010         | «Лучший анимационный фильм» | «История игрушек: Большой побег»                            | Победа       | [ 36 ]        |
| Награды Общества кинокритиков Хьюстона                    | 18 декабря 2010         | «Лучший полнометражный фильм» | «История игрушек: Большой побег»                            | Номинация    | [ 37 ]        |
| Награды Общества кинокритиков Хьюстона                    | 18 декабря 2010         | «Лучший анимационный фильм» | «История игрушек: Большой побег»                            | Победа       | [ 37 ]        |
| Награды Общества кинокритиков Хьюстона                    | 18 декабря 2010         | «Лучший сценарий» | Джон Лассетер, Эндрю Стэнтон, Ли Анкрич и Майкл Арндт       | Номинация    | [ 37 ]        |
| «Спутник»                                                 | 19 декабря 2010         | «Лучший анимационный фильм» | «История игрушек: Большой побег»                            | Победа       | [ 38 ] [ 39 ] |
| «Спутник»                                                 | 19 декабря 2010         | «Лучший оригинальный сценарий» | «История игрушек: Большой побег»                            | Номинация    | [ 38 ] [ 39 ] |
| Премия Ассоциации кинокритиков Чикаго                     | 20 декабря 2010         | «Лучший анимационный фильм» | «История игрушек: Большой побег»                            | Победа       | [ 40 ]        |
| Премия Ассоциации кинокритиков Чикаго                     | 20 декабря 2010         | «Лучший адаптированный сценарий» | Майкл Арндт                                                 | Номинация    | [ 40 ]        |
| Награды кинокритиков Флориды                              | 20 декабря 2010         | «Лучший анимационный фильм» | «История игрушек: Большой побег»                            | Победа       | [ 36 ]        |
| Награды Ассоциации кинокритиков Сент-Луиса                | 20 декабря 2010         | «Лучший анимационный фильм» | «История игрушек: Большой побег»                            | Победа       | [ 36 ]        |
| Награды Ассоциации кинокритиков Остина                    | 22 декабря 2010         | «Топ-10 фильмов» | «История игрушек: Большой побег»                            | Победа       | [ 41 ]        |
| Награды Ассоциации кинокритиков Остина                    | 22 декабря 2010         | «Лучший анимационный фильм» | «История игрушек: Большой побег»                            | Победа       | [ 41 ]        |
| Награды женщин-кинокритиков                               | 23 декабря 2010         | «Лучший семейный фильм» | «История игрушек: Большой побег»                            | Победа       | [ 42 ]        |
| Премия Альянса женщин-киножурналистов                     | 24 декабря 2010         | «Лучший анимационный полнометражный фильм»                                                                                              | «История игрушек: Большой побег»                            | Победа       | [ 43 ] [ 44 ] |
| Премия Альянса женщин-киножурналистов                     | 24 декабря 2010         | «Лучшая женская анимация» | Джоди Бенсон                                                | Номинация    | [ 43 ] [ 44 ] |
| Премия Альянса женщин-киножурналистов                     | 24 декабря 2010         | «Лучшая женская анимация» | Джоан Кьюсак                                                | Номинация    | [ 43 ] [ 44 ] |
| Награды кинокритиков Дублина                              | 31 декабря 2010         | «Топ десять фильмов» | «История игрушек: Большой побег»                            | Третье место | [ 45 ]        |
| Награды Общества онлайн-кинокритиков                      | 3 января 2011           | «Лучший полнометражный фильм» | «История игрушек: Большой побег»                            | Номинация    | [ 46 ] [ 47 ] |
| Награды Общества онлайн-кинокритиков                      | 3 января 2011           | «Лучший анимационный фильм» | «История игрушек: Большой побег»                            | Победа       | [ 46 ] [ 47 ] |
| People’s Choice Awards                                    | 5 января 2011           | «Любимый фильм» | «История игрушек: Большой побег»                            | Номинация    | [ 48 ] [ 49 ] |
| People’s Choice Awards                                    | 5 января 2011           | «Любимый семейный фильм» | «История игрушек: Большой побег»                            | Победа       | [ 48 ] [ 49 ] |
| «Выбор критиков»                                          | 14 января 2011          | «Лучший фильм» | «История игрушек: Большой побег»                            | Номинация    | [ 50 ]        |
| «Выбор критиков»                                          | 14 января 2011          | «Лучший анимационный полнометражный фильм»                                                                                              | «История игрушек: Большой побег»                            | Победа       | [ 50 ]        |
| «Выбор критиков»                                          | 14 января 2011          | «Лучший адаптированный сценарий» | Майкл Арндт                                                 | Номинация    | [ 50 ]        |
| «Выбор критиков»                                          | 14 января 2011          | «Лучший звук» | Рэнди Ньюман                                                | Номинация    | [ 50 ]        |
| «Выбор критиков»                                          | 14 января 2011          | «Лучшая песня» | Рэнди Ньюман (за песню «We Belong Together»)                | Номинация    | [ 50 ]        |
| «Золотой глобус»                                          | 16 января 2011          | «Лучший анимационный полнометражный фильм»                                                                                              | «История игрушек: Большой побег»                            | Победа       | [ 51 ]        |
| Dorian Awards                                             | 18 января 2011          | «Фильм года» | «История игрушек: Большой побег»                            | Номинация    | [ 52 ] [ 53 ] |
| Премия Гильдии продюсеров США                             | 22 января 2011          | «Лучший театральный фильм» | Дарла К. Андерсон                                           | Номинация    | [ 54 ] [ 55 ] |
| Премия Гильдии продюсеров США                             | 22 января 2011          | «Лучший анимационный фильм» | Дарла К. Андерсон                                           | Победа       | [ 54 ] [ 55 ] |
| Награды Общества специалистов по визуальным эффектам      | 1 февраля 2011          | «Выдающиеся визуальные эффекты в анимационном фильме»                                                                                   | Ли Анкрич, Дарла К. Андерсон, Гуидо Кварони и Майкл Фонг    | Номинация    | [ 56 ] [ 57 ] |
| Награды Общества специалистов по визуальным эффектам      | 1 февраля 2011          | «Выдающиеся эффекты анимации в анимационном полнометражном фильме»                                                                      | Джейсон Джонстон, Эрик Фромлинг, Дэвид Рю и Джей Ди Нортруп | Номинация    | [ 56 ] [ 57 ] |
| «Энни»                                                    | 5 февраля 2011          | «Лучший анимационный полнометражный фильм»                                                                                              | «История игрушек: Большой побег»                            | Номинация    | [ 58 ] [ 59 ] |
| «Энни»                                                    | 5 февраля 2011          | «Лучшая режиссура в анимационном полнометражном фильме»                                                                                 | Ли Анкрич                                                   | Номинация    | [ 58 ] [ 59 ] |
| «Энни»                                                    | 5 февраля 2011          | «Лучший сценарий в анимационном полнометражном фильме»                                                                                  | Майкл Арндт                                                 | Номинация    | [ 58 ] [ 59 ] |
| Награды за креативное искусство 3D                        | 9 февраля 2011          | «Любимый анимационный фильм в формате 3D»                                                                                               | «История игрушек: Большой побег»                            | Победа       | [ 60 ]        |
| Премия Лондонской ассоциации кинокритиков                 | 11 февраля 2011         | «Фильм года» | «История игрушек: Большой побег»                            | Номинация    | [ 61 ]        |
| Ирландская премия в области кино и телевидения            | 12 февраля 2011         | «Лучший международный фильм» | «История игрушек: Большой побег»                            | Номинация    | [ 62 ]        |
| BAFTA                                                     | 13 февраля 2011         | «Лучший адаптированный сценарий» | Майкл Арндт                                                 | Номинация    | [ 63 ] [ 64 ] |
| BAFTA                                                     | 13 февраля 2011         | «Лучший анимационный фильм» | Ли Анкрич                                                   | Победа       | [ 63 ] [ 64 ] |
| BAFTA                                                     | 13 февраля 2011         | «Лучшие визуальные эффекты» | Гуидо Кварони                                               | Номинация    | [ 63 ] [ 64 ] |
| «Грэмми»                                                  | 13 февраля 2011         | «Лучший саундтрек для визуальных медиа»                                                                                                 | Рэнди Ньюман                                                | Победа       | [ 65 ]        |
| Награды Международного общества синефилов                 | 18 февраля 2011         | «Лучший анимационный фильм» | «История игрушек: Большой побег»                            | Номинация    | [ 66 ] [ 67 ] |
| Премия Японской киноакадемии                              | 18 февраля 2011         | «Выдающийся фильм на иностранном языке»                                                                                                 | «История игрушек: Большой побег»                            | Номинация    | [ 68 ] [ 69 ] |
| Награды Киногида                                          | 18 февраля 2011         | «Лучшие фильмы для семейного просмотра»                                                                                                 | «История игрушек: Большой побег»                            | Победа       | [ 70 ] [ 71 ] |
| «Эдди»                                                    | 19 февраля 2011         | «Лучший смонтированный анимационный полнометражный фильм»                                                                               | Кен Шретцманн и Ли Анкрич                                   | Победа       | [ 72 ] [ 73 ] |
| Golden Reel Awards                                        | 20 февраля 2011         | «Выдающиеся достижения в области редактирования звука — звуковые эффекты, фоули, диалог и ADR для анимационного художественного фильма» | «История игрушек: Большой побег»                            | Номинация    | [ 74 ] [ 75 ] |
| Награды Международной ассоциации музыкальных кинокритиков | 24 февраля 2011         | «Лучшая оригинальная партитура к анимационному фильму»                                                                                  | Рэнди Ньюман                                                | Номинация    | [ 76 ] [ 77 ] |
| Премия публицистов ICG                                    | 25 февраля 2011         | «Премия Максвелла Уайнберга для публицистов за мастерство в кинематографе»                                                              | «История игрушек: Большой побег»                            | Номинация    | [ 78 ] [ 79 ] |
| «Оскар»                                                   | 27 февраля 2011         | «Лучший фильм» | Дарла К. Андерсон                                           | Номинация    | [ 80 ] [ 81 ] |
| «Оскар»                                                   | 27 февраля 2011         | «Лучший адаптированный сценарий» | Майкл Арндт, Джон Лассетер, Эндрю Стэнтон и Ли Анкрич       | Номинация    | [ 80 ] [ 81 ] |
| «Оскар»                                                   | 27 февраля 2011         | «Лучший анимационный полнометражный фильм»                                                                                              | Ли Анкрич                                                   | Победа       | [ 80 ] [ 81 ] |
| «Оскар»                                                   | 27 февраля 2011         | «Лучший звуковой монтаж» | Том Майерс и Майкл Силверс                                  | Номинация    | [ 80 ] [ 81 ] |
| «Оскар»                                                   | 27 февраля 2011         | «Лучшая песня к фильму» | Рэнди Ньюман (за песню «We Belong Together»)                | Победа       | [ 80 ] [ 81 ] |
| The Comedy Awards                                         | 26 марта 2011           | «Лучший анимационный комедийный фильм»                                                                                                  | «История игрушек: Большой побег»                            | Победа       | [ 82 ] [ 83 ] |
| «Империя»                                                 | 27 марта 2011           | «Лучший комедийный фильм» | «История игрушек: Большой побег»                            | Номинация    | [ 84 ]        |
| Nickelodeon Kids’ Choice Awards (США)                     | 2 апреля 2011           | «Любимый анимационный фильм» | «История игрушек: Большой побег»                            | Номинация    | [ 85 ] [ 86 ] |
| Nickelodeon Kids’ Choice Awards (США)                     | 2 апреля 2011           | «Любимый голос из анимационного фильма»                                                                                                 | Том Хэнкс                                                   | Номинация    | [ 85 ] [ 86 ] |
| Nickelodeon Kids’ Choice Awards (США)                     | 2 апреля 2011           | «Любимый голос из анимационного фильма»                                                                                                 | Тим Аллен                                                   | Номинация    | [ 85 ] [ 86 ] |
| «Небьюла»                                                 | 21 мая 2011             | Премия «Небьюла» имени Рэя Брэдбери за выдающееся драматическое представление                                                           | Ли Анкрич, Майкл Арндт, Джон Лассетер и Эндрю Стэнтон       | Номинация    | [ 87 ] [ 88 ] |
| Кинонаграда MTV                                           | 5 июня 2011             | «Лучший кинозлодей» | Нед Битти                                                   | Номинация    | [ 89 ] [ 90 ] |
| Кинонаграда ASCAP                                         | 23 июня 2011            | «Самые кассовые фильмы» | Рэнди Ньюман                                                | Победа       | [ 91 ]        |
| «Сатурн»                                                  | 23 июня 2011            | «Лучший анимационный фильм» | «История игрушек: Большой побег»                            | Победа       | [ 92 ]        |
| «Сатурн»                                                  | 23 июня 2011            | «Лучший сценарий» | Майкл Арндт                                                 | Номинация    | [ 92 ]        |
| «Хьюго»                                                   | 20 августа 2011         | «Лучшая постановка» | Майкл Арндт, Джон Лассетер, Эндрю Стэнтон и Ли Анкрич       | Номинация    | [ 93 ] [ 94 ] |
| Кинонаграда Artios                                        | 26 сентября 2011        | «Анимация» | Кевин Реер и Натали Лайон                                   | Победа       | [ 95 ] [ 96 ] |
| «Мировой саундтрек»                                       | 22 октября 2011         | «Лучшая оригинальная песня, написанная непосредственно для фильма»                                                                      | Рэнди Ньюман (за песню «We Belong Together»)                | Победа       | [ 97 ]        |

## Комментарии
1. 1 2  Данная премия не имеет одного победителя, а присуждается нескольким фильмам.
2. ↑  Разделена с фильмом «Гадкий я» (2010).